# Praia Fluvial de Frechas
A praia fluvial de Frechas situa-se nas margens do Rio Tua, na aldeia de Frechas, no concelho de Mirandela,Trás-os-Montes, Portugal.

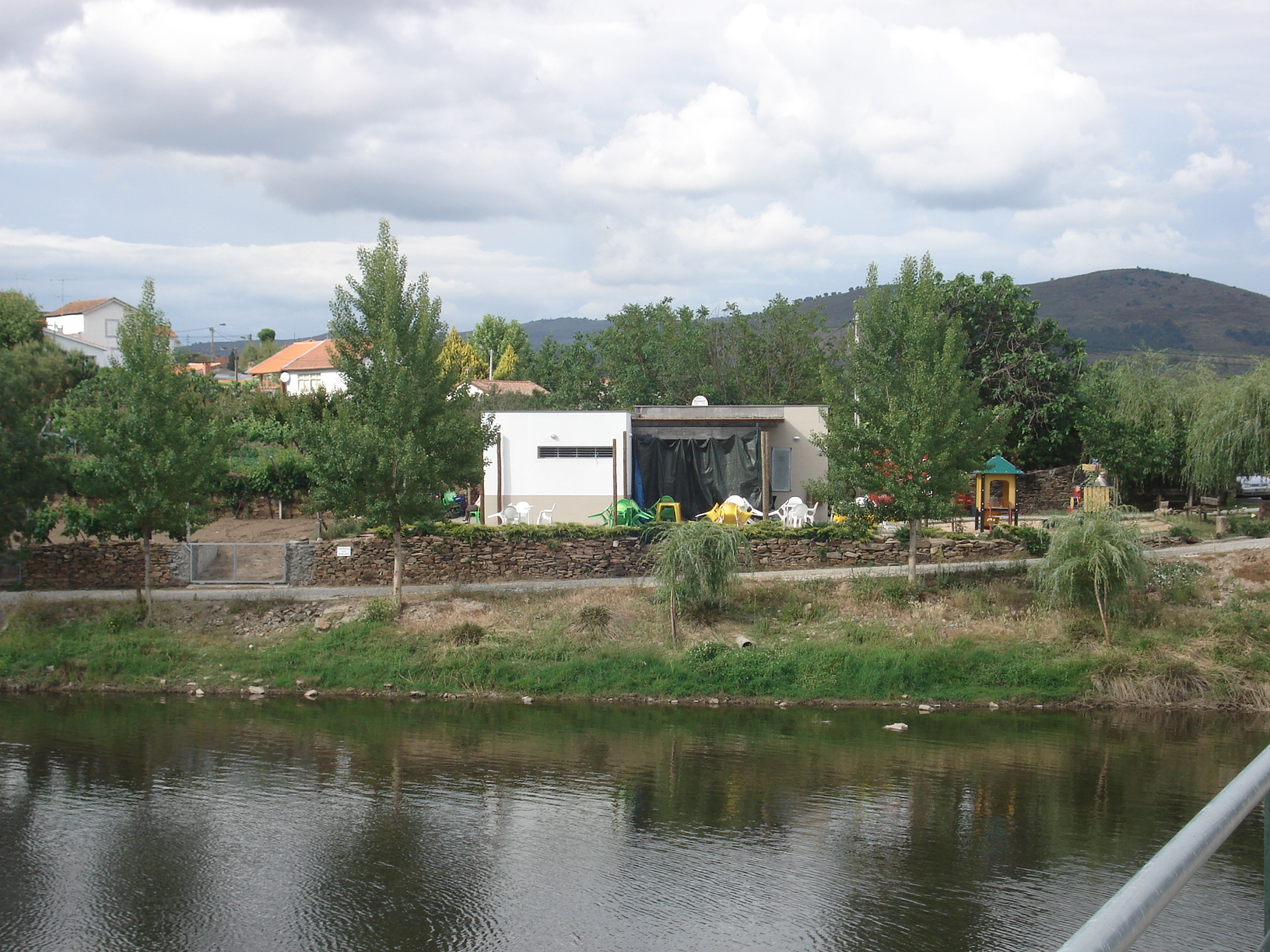

## Características
Possui um parque de merendas, um bar, parque infantil, uma albufeira e bons acessos. Podem-se ver ainda as ruínas de uma antiga azenha onde em tempos idos se procedia à moagem dos cereais para o consumo da população, e o respectiva açude que hoje mantém a albufeira, imprescindível para a zona de banhos da praia.
Apesar de muitas promessas eleitorais encontra-se ainda inacabada, não sendo assim possível a sua homologação.